# Cornelius Sim

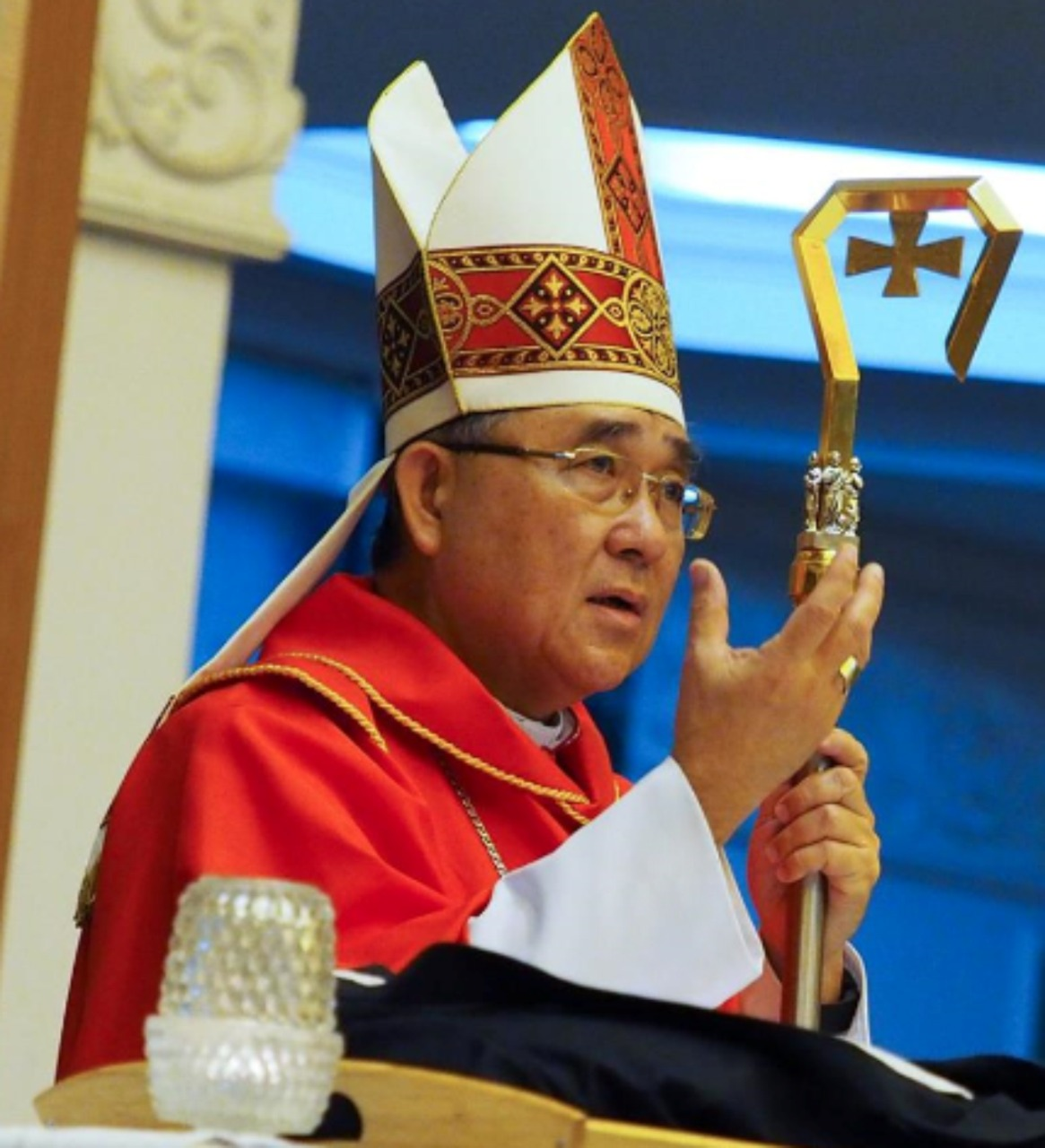
Bischof Cornelius Sim (August 2020)

Kardinalswappen

Cornelius Kardinal Sim (* 16. September 1951 in Seria; † 29. Mai 2021 in Taoyuan, Taiwan) war ein bruneiischer römisch-katholischer Geistlicher und Apostolischer Vikar von Brunei.

## Leben
Cornelius Sim schloss 1971 ein Ingenieursstudium in Kuala Lumpur ab und setzte seine Studien an der University of Dundee in Schottland fort. Anschließend arbeitete er bis 1988 in Brunei und Europa für den Shell-Konzern. Nach zehnjähriger Tätigkeit entschloss er sich zu einer geistlichen Laufbahn und studierte Theologie an der franziskanischen Universität im US-amerikanischen Steubenville. Der Bischof von Miri, Anthony Lee Kok Hin, spendete ihm am 26. November 1989 die Priesterweihe. 1995 wurde er Generalvikar der Apostolischen Präfektur von Brunei. Am 21. November 1997 wurde er zum Apostolischen Präfekten von Brunei ernannt und am 22. Februar des nächsten Jahres in das Amt eingeführt.
Papst Johannes Paul II. ernannte ihn am 20. Oktober 2004 mit der Erhebung Bruneis zum Apostolischen Vikariat zum Apostolischen Vikar von Brunei und Titularbischof von Putia in Numidia. Sein Sitz ist in Kuala Lumpur. Die Bischofsweihe spendete ihm der Apostolische Nuntius in Thailand, Singapur, Kambodscha und Apostolische Delegat in Myanmar, Laos, Malaysia und Brunei, Erzbischof Salvatore Pennacchio, am 21. Januar des nächsten Jahres; Mitkonsekratoren waren John Ha Tiong Hock, Erzbischof von Kuching, und Anthony Lee Kok Hin, Bischof von Miri.
Cornelius Sim war von 2015 bis 2017 Generalsekretär und seit 2017 Vizepräsident der Bischofskonferenz von Malaysia, Singapur und Brunei.
Im Konsistorium vom 28. November 2020 nahm ihn Papst Franziskus als Kardinalpriester mit der Titelkirche San Giuda Taddeo Apostolo in das Kardinalskollegium auf. Aufgrund der Einschränkungen der COVID-19-Pandemie nahm Sim von Brunei aus per Videokonferenz am Konsistorium teil, das rote Birett sollte ihm zu einem späteren Zeitpunkt zugesendet werden. Seine Kardinalskreierung kommentierte er als Wunsch des Papstes, „vergessene Gemeinden“ in die Weltkirche einzuführen. Das Sultanat Brunei, in dem der Islam Staatsreligion ist und in dem weniger als 5 % der Bevölkerung römisch-katholischen Glaubens ist, sah Kardinal Sim als „Peripherie in der Peripherie.“ Am 16. Dezember 2020 berief ihn Papst Franziskus zudem zum Mitglied der Kongregation für den Klerus.
Kardinal Sim starb sechs Monate nach seiner Ernennung zum Kardinal im Alter von 69 Jahren an einem Herzinfarkt, nachdem er zuvor an Krebs erkrankt war.